# Poncé Gaudissard
Pour les articles homonymes, voir Gaudissard.
Poncé Gaudissard, né le 25 septembre 1956 à Marseille et mort le 19 novembre 2019 au Centre pénitentiaire de Bordeaux-Gradignan, est un assassin et violeur en série français.
Gaudissard a été mêlé à deux doubles assassinats, perpétrés en 2001 et 2003, ainsi qu'un viol, en 2004. Il n'a, cependant, pas été poursuivi pour les faits de 2001.
Arrêté le 2 février 2004, Gaudissard a été confondu par son mode opératoire et son passé judiciaire (de multiples viols et agressions sexuelles, qu'il a commis entre 1973 et 1994). Placé en détention provisoire, Gaudissard a été condamné à trente ans de réclusion criminelle assortie d'une période de sûreté de vingt ans, en juillet 2008.
Cependant, après avoir fait appel, il a été rejugé en mars 2011. Au terme du procès en appel, sa condamnation a été alourdie en réclusion criminelle à perpétuité, assortie d'une période de sûreté de vingt-deux ans. La dangerosité de Gaudissard a été estimée par les jurés, qui avaient la certitude que Gaudissard était également l'auteur du double crime de décembre 2001 et qu'il s'apprêtait à commettre la même chose sur sa belle-sœur, en février 2004.
Il a manqué de peu d'être mis hors de cause, l'ADN ayant fait l'objet d'une erreur de manipulation.

## Biographie

### Jeunesse
Poncé André Laurent Gaudissard est né le 25 septembre 1956 à Marseille. Il est le deuxième d'une fratrie de quatre enfants. Sa mère est femme au foyer et son père est garagiste ; alcoolique, ce dernier est violent envers sa femme et ses enfants. La famille Gaudissard est décrite comme étant une famille modeste.
Durant son enfance, Gaudissard réside, avec sa famille, dans un petit appartement de Marseille. Il est également victime d'une agression au couteau perpétrée par son propre père. Le comportement de ce dernier, à l'égard de sa famille, génère en retour une violence similaire de la part des enfants Gaudissard, au point que Poncé finisse par frapper son père à coups de chaise.
Au début des années 1970, Gaudissard cesse de redouter toute punition ou contrainte exercée par son père.

### Premiers actes criminels
En 1973, à 17 ans, Gaudissard pénètre chez sa voisine, une jeune femme de 21 ans, mère d'un nourrisson. Gaudissard se cache derrière la porte de la chambre et se jette sur la jeune femme, avant de l'emmener dans la salle de bain et de commettre des attouchements. Entre-temps, le biberon, préparé par la jeune mère de famille, explose par surchauffe et Gaudissard, surpris par la déflagration, prend la fuite et rentre chez ses parents. La voisine, connaissant bien le jeune Poncé, ne porte pas plainte, mais ce dernier est dénoncé à ses parents et reçoit une gifle par son père,.
En 1976, à l'âge de 20 ans, il s'introduit au domicile de la femme de son employeur et tente de la violer. Elle le raisonne et il renonce. Gaudissard travaille comme facteur durant plusieurs années. Il entretient des fantasmes d'agression à l'égard d'autres jeunes femmes qu'il croise au cours de ses tournées.
En 1979, âgé de 23 ans, Gaudissard agresse une concierge d'immeuble, alors qu'il livrait le courrier. Armé d'un couteau, Gaudissard s'introduit chez la concierge et se jette sur elle. Il est cependant surpris par le bruit de la sonnette de la résidence, qui résonne au moment de l'agression. Il s'enfuit mais finit par être rattrapé. Il effectue son premier séjour en prison. Gaudissard est jugé par le tribunal correctionnel et condamné à un an de prison dont quatre mois ferme. Il est libéré au bout de quelques mois de détention.
En 1980, quelques mois après sa libération, Gaudissard harcèle sa victime par téléphone. Il n'est, cependant, pas inquiété pour ces faits.
Jusqu'en 1985, Gaudissard continue également de harceler sa première victime (sa voisine de 1973), afin de se venger de la gifle qu'il avait reçue de son père au moment de l'agression. Malgré les plaintes répétées du compagnon de la victime et la venue des gendarmes sur les lieux, Gaudissard continue ses menaces sans relâche. Il s'arrêtera finalement, après avoir harcelé cette victime durant douze ans. Cette même année, Gaudissard se marie et devient père de famille. Durant plusieurs années, il semble s'être réinséré dans la société et mène une vie stable durant neuf ans.
En 1994, Gaudissard pénètre chez l'une de ses voisines, puis se jette sur elle et l'asperge de gaz. Gaudissard viole sa voisine à plusieurs reprises et la séquestre, afin qu'elle ne s'échappe pas. À la suite de l'agression, Gaudissard sort de la résidence de sa voisine et cette dernière porte plainte contre lui, pour viol et séquestration. Arrêté quelques jours plus tard, Gaudissard est mis en examen pour viol et séquestration, puis placé en détention provisoire,. Il a alors 38 ans.
En 1995, Gaudissard est jugé pour le viol de sa voisine et condamné à dix ans de réclusion criminelle,.

### Libération et affaire de harcèlement
En 2000, Gaudissard est libéré de prison, après six ans de détention,. Il est âgé de 44 ans.
En 2001, soit peu après sa libération, Gaudissard semble manifester du mépris à l'égard de ses belles-sœurs. De ce fait, Gaudissard les harcèle par téléphone, comme il l'avait fait pour l'une de ses anciennes victimes. Il n'est, cependant, pas inquiété de ces faits, du fait qu'il fasse partie des « proches » de la famille. Il est alors libre et sans suivi judiciaire.
En juin 2001, après avoir trouvé un emploi dans une compagnie d'autobus d'Aix-en-Provence, Gaudissard fait la connaissance de sa nouvelle secrétaire, Audrey d'Amato, à peine âgée de 23 ans, qui sera l'une de ses victimes par la suite (elle sera assassinée moins de deux ans plus tard). Durant cette période, Gaudissard se met également à côtoyer son oncle et sa cousine de manière régulière.

### L'incident de Villeneuve-lès-Avignon
Le 22 décembre 2001, au soir, un incident à lieu à Villeneuve-lès-Avignon, au domicile de l'oncle et de la cousine de Gaudissard : Laurent Gaudissard, 67 ans, ainsi que sa fille, Sabine Gaudissard, âgée de 34 ans. Cette nuit-là, Laurent est violemment frappé à la tête et mutilé à vingt-quatre reprises, à l'aide d'un couteau qui ne sera jamais retrouvé. Sabine est pendue à la rampe des escaliers à l'aide d'un câble électrique. À la suite de cela, le domicile est incendié et les deux cadavres sont brûlés. Selon les enquêteurs (après l'arrestation de Gaudissard en 2004), Gaudissard aurait tué son oncle avec acharnement, avant de tuer sa cousine par pendaison. Il les aurait assassinés par vengeance, en raison d'un probable différend avec son oncle, ce dernier ayant fait office de « cible n° 1 ».
Le 23 décembre 2001, Gaudissard appelle son oncle et sa cousine par téléphone, probablement pour se rendre étranger au possible double meurtre. Sabine et Laurent, étant injoignables, Gaudissard se serait rendu chez eux et aurait découvert de la fumée dégageant de la maison. Arrivé sur les lieux, Gaudissard prévient les pompiers qui, à leur arrivée, enfoncent la porte d'entrée, qui avait été fermée à clé. Les corps sans vie de Laurent et Sabine sont retrouvés dans les décombres. À l'arrivée des gendarmes, Gaudissard est interrogé en tant que témoin. Par manque de preuves, Gaudissard est écarté de toute accusation,.
Les morts de Sabine et Laurent sont classées comme étant un parricide, suivi de suicide. Selon ces constatations, Sabine aurait assommé son père puis l'aurait mutilé, avant de mettre le feu à la maison, à l'aide d'un chandelier, puis de se suicider par pendaison à l'aide d'un câble électrique de la maison. Aucun soupçon ne se porte alors sur Gaudissard. Bien qu'il ait un passé judiciaire de violeur, Gaudissard n'est pas fiché comme étant un assassin. Après ces constatations, les scellés et indices du crime sont détruits.
En mars 2003, Gaudissard apprend, sur son lieu de travail, qu'Audrey d'Amato vient de découvrir son passé judiciaire. Il réalise alors qu'il est proche du licenciement, si Audrey le dévoile à son employeur, ou qu'un quelconque salarié de l'entreprise d'autobus le découvre à son tour. En plus de cela, Gaudissard est contraint de payer des indemnités à sa victime de 1994, mais ne parvient pas à rembourser cette dernière. Le fait d'un futur licenciement lui fait réaliser qu'il ne sera plus en mesure de payer ces indemnités.

### Double homicide de Meyrargues
Dans la soirée du 30 mars 2003, Chantal d'Amato, 53 ans, sort de son domicile de Meyrargues, afin de promener son chien. Lors de ses sorties, elle ne ferme jamais sa porte à clé. Entre-temps, Gaudissard entre dans la maison. Vers 22 h30, Chantal d'Amato arrive à son domicile et Gaudissard se jette sur elle, avant de l'entraîner dans sa chambre. Il la ligote puis la roue de coups. Gaudissard lui bande les yeux, à l'aide de sparadrap. Ce n'est qu'à 23 heures que sa fille, Audrey d'Amato, 24 ans, arrive à son tour au domicile, après avoir passé le week-end chez son petit ami. À l'arrivée de la jeune femme, Gaudissard se jette sur elle, puis l'entraîne également dans sa chambre. Gaudissard la ligote puis lui bande également les yeux, à l'aide de son sparadrap. Gaudissard s'acharne sur Audrey et mutile son visage de vingt-neuf coups de couteau. Elle meurt de manière instantanée. À la suite de la mort d'Audrey, Gaudissard entre de nouveau dans la chambre de Chantal puis la tue par égorgement, à l'aide de son couteau. À la suite du double assassinat, Gaudissard  incendie le domicile de ses (nouvelles) victimes. Il ferme la porte à clé, ainsi que les volets, avant de prendre la fuite,.
Le 31 mars 2003, en fin de matinée, Christine Maréchal, une amie de Chantal d'Amato, s'inquiète qu'elle et sa fille ne répondent pas à ses appels téléphoniques. Elle contacte alors le compagnon de Chantal, qui ne se réjouit pas non plus d'apprendre son absence et celle de sa fille sur leurs lieux de travail. Intrigué, il se rend à leur domicile. À son arrivée, il découvre que la porte et les volets sont fermés à double tour. Intrigué de cette découverte, il prévient les pompiers, qui arrivent sur les lieux quelques minutes plus tard. Arrivés sur les lieux, ils découvrent de la fumée débordant des volets et décident d'enfoncer la fenêtre. À la vue de vagues de fumée, ces derniers décident d'appeler des renforts, qui éteignent le feu à leur arrivée, et découvrent les cadavres calcinés de Chantal et Audrey d'Amato. Une autopsie a lieu et démontre que les deux victimes ont été tuées, avant que leurs corps ne soient brûlés,,. Le commandant Daniel Bianco ouvre une enquête pour double assassinat. Lors de la découverte des corps, Gaudissard passe en voiture devant la maison de ses victimes. Il s'arrête durant une dizaine de secondes, avant de continuer son chemin pour se rendre sur son lieu de travail.
Mi-avril 2003, l'enquête se base sur l'hypothèse que l'assassin connaissait les victimes, du fait de l'acharnement qu'Audrey a subi. En effet, Gaudissard travaillait sur le même lieu de travail qu'Audrey d'Amato, avant qu'elle ne fût assassinée, la Compagnie d'autobus d'Aix-en-Provence. Gaudissard n'est cependant pas la seule personne que la jeune femme côtoyait avant sa mort. L'enquête s'intéresse, en premier lieu, au petit ami d'Audrey et à l'ex-compagnon de Chantal. Placés en garde à vue, ils sont cependant innocentés, car l'ADN trouvé dans les décombres n'est pas le leur. Les traces d'ADN retrouvées sur la scène du crime sont alors comparées avec les fréquentations des deux victimes,,.
En mai 2003, Gaudissard est convoqué à son tour, afin de subir un prélèvement ADN. Il affirme avoir découvert l'existence du double meurtre, mais se dit totalement étranger à ces faits-là. À la suite de ce court questionnement, l'ADN de Gaudissard est prélevé. Il ne fait pas l'objet d'une garde à vue et est relâché après le prélèvement. Il ressort libre du commissariat, sans qu'aucun gendarme ne s'aperçoive qu'il a des antécédents judiciaires. De plus, l'ADN le disculpe du double homicide de Meyrargues, car ce dernier n'est pas celui retrouvé sur la scène du crime. Aucun soupçon ne se porte alors sur Gaudissard,.
De juin 2003 à janvier 2004, de nouveaux prélèvements ADN sont établis, mais l'enquête n'aboutit pas.

### Rechute criminelle et rapprochement avec l'affaire de Meyrargues
Dans la matinée du 2 février 2004, Gaudissard entre dans un immeuble de Pertuis, puis coupe le courant de l'établissement. Interpellée par la coupure d'électricité, Muriel Montborgne, une belle sœur de Gaudissard (âgée de 40 ans), décide de descendre voir quelle est la cause de cette interruption. Elle ouvre la porte dans le but de s'y rendre mais, à ce même moment, Gaudissard surgit et se jette sur elle. Il la frappe et menace de la tuer avec son couteau. Gaudissard la ligote, puis la traîne sur le canapé et la viole. Entre-temps, une voisine de Muriel, qui a entendu ses cris, prévient la police, qui arrive sur les lieux quelques minutes plus tard. A la vue des voitures de police, Gaudissard menace de tuer Muriel puis s'en va, en sautant de balcon en balcon. Arrivé en bas, Gaudissard se retrouve enfermé dans le jardin du rez-de-chaussée. Entre-temps, Muriel ouvre à la police et leur avoue les sévices qu'elle vient de subir, en leur disant qu'il s'est sauvé dans le jardin fermé de la résidence,,.
Immédiatement arrêté, Gaudissard est placé en garde à vue. Entre-temps, l'époux de Muriel apprend qu'elle a subi des sévices, infligés par Gaudissard, et prévient, à son tour, la police d'Aix-en-Provence. Il le soupçonne désormais d'être l'auteur du double homicide de Meyrargues, et explique qu'Audrey d'Amato était sa secrétaire sur son lieu de travail. Lorsque le commandant Daniel Bianco reçoit l'appel de Montborgne, il fait rapidement un lien avec l'affaire de Meyrargues. De plus, il fait un nouveau rapprochement, par rapport à l'attirail de Gaudissard (gants, cordelettes, briquet, couteau, sparadrap) qui peut laisser penser qu'il s'apprêtait à tuer Muriel, comme il l'avait fait avec Audrey et Chantal dix mois plus tôt. A la fin de sa garde à vue, Gaudissard est mis en examen pour le viol de Muriel et placé en détention préventive, à la prison des Baumettes,,,.
Le 12 février 2004, Gaudissard est extrait de sa prison et placé en garde à vue pour le double assassinat de Meyrargues. Cependant, il se dit totalement « étranger » à cette affaire et affirme avoir un alibi le jour du crime ; ce dernier s'avère, cependant, être une invention de Gaudissard afin de se disculper. Lors de son interrogatoire, Gaudissard parle longuement de son enfance et avoue avoir été marqué par les violences que lui infligeait son père. La garde à vue dure douze heures, avant d'être interrompue pour manque de preuves. Gaudissard regagne alors la prison des Baumettes.
À la suite de l'interruption de la garde à vue, les enquêteurs essayent de trouver le mobile du double homicide de Meyrargues, afin de le relier à Gaudissard. Ces derniers sont convaincus de sa culpabilité, en raison de son mode opératoire. En fouillant dans l'ordinateur d'Audrey, ces derniers découvrent qu'elle avait découvert le passé criminel de Gaudissard et que, se sachant en danger d'un licenciement, ce dernier n'aurait jamais pu rembourser les indemnités qu'il devait payer à l'une de ses victimes,,.

### Mise en examen, nouvelle piste et procédure
Le 30 mars 2004, Gaudissard est de nouveau extrait de sa prison. Il est de nouveau placé en garde à vue, pour le double assassinat de Meyrargues. Lors de son interrogatoire, Gaudissard nie toujours les faits qui lui sont reprochés. Cependant, son mode opératoire est directement établi avec son attirail. Questionné, Gaudissard répond qu'il porte des gants en raison des journées basse-température. Il affirme également que le briquet lui sert à éclairer l'autobus qu'il conduit. Il n'ira pas plus loin dans ses explications et dira, après de nombreuses heures d'interrogatoire : « Je ne me sens pas coupable ». À la suite de cette déclaration, qualifiée de « semi-aveu », Gaudissard est mis en examen pour le double assassinat de Chantal et Audrey d'Amato et réintègre la prison des Baumettes, bien que l'ADN retrouvé sur la scène de crime ne soit pas le sien,,,.
Durant les semaines suivant les deux inculpations de Gaudissard, les enquêteurs découvrent également l'existence d'un troisième chef d'accusation à son égard : les morts suspectes de son oncle et de sa cousine, en décembre 2001. À la découverte de ce fait, le commandant Daniel Bianco interroge de nouveau Gaudissard sur ces faits, mais celui-ci nie de nouveau toute participation à ce double meurtre présumé. Bien qu'il n'avoue pas, une enquête est menée sur ces faits durant sa détention ; le commandant Bianco ayant la conviction d'être, peu à peu, sur la piste d'un « serial killer ». Cependant, les scellés ayant été détruits, Gaudissard bénéficie d'une ordonnance de non-lieu en 2005,,.
Gaudissard fait l'objet de deux renvois devant les assises. Il est une première fois renvoyé pour le viol de sa belle sœur, Muriel Montborgne, commis le 2 février 2004. Puis, quelques mois plus tard, pour le double homicide d'Audrey et Chantal d'Amato, commis le 30 mars 2003.

### Procès, condamnations et erreur de manipulation ADN

#### Jugement en première instance
En 2007, Gaudissard est jugé pour le viol de sa belle-sœur, Muriel Montborgne. Il est condamné à 15 ans de réclusion criminelle,,,.
Le 1er juillet 2008, le procès de Gaudissard s'ouvre devant la Cour d'assises des Bouches-du-Rhône, pour le double assassinat d'Audrey et Chantal d'Amato. Sa défense est assurée par Maître Guillaume de Palma. Durant le procès, Gaudissard se dit « innocent » à toute implication dans ce crime. Les arguments de Gaudissard et son avocat se voient décisifs pour le procès, car l'ADN retrouvé sur la scène de crime n'appartient pas à celui de Gaudissard. Ce sont, cependant, les anciennes victimes de Gaudissard qui, appelées à la barre, le décrivent comme étant « violent », « sadique » et « pervers ». Lors du procès, les divers témoignages à la barre s'avèrent accablants à l'égard de Gaudissard,,.
Le 4 juillet 2008, au terme de quatre journées de procès, Gaudissard est reconnu coupable du double meurtre de Chantal et Audrey d'Amato. Il bénéficie cependant de circonstances atténuantes et est condamné à trente ans de réclusion criminelle, assortie d'une période de sûreté de vingt ans,. Gaudissard fait appel de sa condamnation,,.

#### Erreur de manipulation ADN
Alors que le procès en appel doit avoir lieu, en janvier 2010, l'affaire connaît un rebondissement, le 3 novembre 2009, lorsque l'ADN présent dans le double meurtre s'avère correspondre à un autre homme, condamné pour des faits de violences conjugales : un Philippe L., résidant à Compiègne. Après que la nouvelle est parvenue à Guillaume de Palma, il sollicite une demande de remise en liberté, en vue d'innocenter Gaudissard, à l'aide de cet élément nouveau. À la suite de la découverte de cette nouvelle analyse génétique, le commandant Daniel Bianco décide d'enquêter sur Philippe L. afin de savoir s'il est une connaissance de Gaudissard. Il enquête alors sur Philippe L. durant plusieurs mois afin de trouver des charges contre lui. Pendant ce temps, Gaudissard reste incarcéré,,,,,,.
En octobre 2010, Philippe L. est arrêté et placé en garde à vue. Au moment de son interrogatoire, il découvre que son ADN a été reconnu comme étant celui de l'assassin de Meyrargues. À l'énoncé de cette accusation, Philippe L. s'effondre et déclare son incompréhension vis-à-vis du résultat ADN. La piste d'une connaissance avec Gaudissard est envisagée, avant d'être totalement écartée. Ses relevés bancaires sont examinés et déterminent qu'il n'a pas quitté Compiègne au moment des faits. À la suite de cela, une enquête est ouverte au laboratoire de la gendarmerie et découvre qu'une erreur de manipulation avait été faite, entre celui de Philippe L. et celui retrouvé sur le double crime de Meyrargues,,,,,.
Philippe L. est innocenté in-extremis et libéré après sa garde à vue. Gaudissard, cependant, reste en détention et son procès est reporté,,.

#### Jugement en appel
Le 14 mars 2011, Gaudissard est jugé en appel, devant la Cour d'assises du Var, pour le double assassinat de Meyrargues. Il est âgé de 54 ans. Le procès s'étend sur cinq journées (soit une journée de plus qu'en première instance). Lors du procès, les victimes rescapées de Gaudissard sont de nouveau appelées à la barre et amplifient la cruauté dont il peut faire part lors de certains passages à l'acte,,.
Lors du procès, les jurés se penchent sur l'accusé qui, face à ses contradictions, nie toujours le double meurtre. La personnalité de Gaudissard dévoile que, bien qu'il prenne divers risques, sa méticulosité altère un grand nombre de preuves et le laisse en mesure de récidiver à tout moment. Bien qu'il ne fût pas poursuivi pour les morts suspectes de son oncle et de sa cousine, en décembre 2001, la cour d'assises reste toutefois convaincue de sa culpabilité aux faits. Les jurés remarquent également que la ressemblance avec l'affaire d'Amato est certaine, en raison du profil des victimes (parent et enfant) et que l'une des deux victimes fasse l'objet de « cible n° 1 » dans les deux affaires. Ils établissent également que Gaudissard possède la personnalité d'un « tueur de sang-froid », qui a les caractéristiques d'un tueur en série, bien qu'il n'aurait commis « que  » deux doubles assassinats, à un intervalle de quinze mois. La cour d'assises démontre également que Gaudissard aurait été largement en mesure d'assassiner sa belle-sœur, s'il n'avait pas été surpris et arrêté par la police ce jour-là. Au terme du procès en appel, la cour lui impute une « extrême dangerosité » et le déclare « difficilement curable »,,.
Le 18 mars 2011, Gaudissard est reconnu coupable du chef d'accusation de double meurtre avec préméditation, commis sur Chantal et Audrey d'Amato, ainsi que d'actes de tortures et de barbarie sur Audrey d'Amato. Il est condamné à la peine maximale : réclusion criminelle à perpétuité, assortie d'une période de sûreté de vingt-deux ans,,.

### Décès
Incarcéré à la prison de Bordeaux durant plusieurs années, Gaudissard y meurt le 19 novembre 2019, à l'âge de 63 ans. Les psychiatres étaient persuadés qu'il recommencerait les viols et meurtres une fois libéré.
Décédé après plus de quinze ans de détention, il aurait pu demander une libération à partir d'avril 2026.

## Liste des victimes connues
| Les faits      | Les faits  | Découverte     | Découverte | Identité          | Âge |
| Date           | Lieu       | Date           | Lieu       | Identité          | Âge |
| -------------- | ---------- | -------------- | ---------- | ----------------- | --- |
| 30 mars 2003   | Meyrargues | 31 mars 2003   | Meyrargues | Audrey d'Amato    | 24  |
| 30 mars 2003   | Meyrargues | 31 mars 2003   | Meyrargues | Chantal d'Amato   | 53  |
| 2 février 2004 | Pertuis    | 2 février 2004 | Pertuis    | Muriel Montborgne | 40  |

## Documentaires télévisés
- « Trois ADN pour un meurtrier » le 25 mai 2011 dans Enquêtes criminelles : le magazine des faits divers sur W9.
- « Poncé Gaudissard, Les mystères de Meyrargues » le 6 novembre 2011 dans Faites entrer l'accusé présenté par Frédérique Lantieri sur France 2.
- « L'assassinat sauvage d'une mère et sa fille : l'affaire d'Amato » le 16 novembre 2017 dans Indices sur RMC Story.
- « L'affaire d'Amato : qui a tué la mère et sa fille ? » (premier reportage) le 31 mars 2018 dans Chroniques criminelles sur TFX.
- « Un mystérieux ADN » (deuxième reportage) dans « Spéciale récidivistes » le 24 septembre 2018 dans Crimes sur NRJ 12.
- « Affaire Poncé Gaudissard, double meurtre au village » le 8 janvier 2022 dans Au bout de l'enquête, la fin du crime parfait ? sur France 2.